# Thor: Láska jako hrom
Thor: Láska jako hrom (v anglickém originále Thor: Love and Thunder) je americký akční film z roku 2022 režiséra Taiky Waititiho, natočený na motivy komiksů z vydavatelství Marvel Comics o superhrdinovi Thorovi. V titulní roli se představil Chris Hemsworth, jenž tuto postavu ztvárnil i v předchozích snímcích, v dalších rolích se objevili Tessa Thompson, Natalie Portman, Christian Bale, Chris Pratt, Jaimie Alexander, Pom Klementieff, Dave Bautista, Karen Gillan a Sean Gunn. Jedná se o 29. snímek filmové série Marvel Cinematic Universe.
Natáčení snímku bylo zahájeno v lednu 2021. Datum vydání filmu bylo původně oznámeno na 5. listopad 2021, poté bylo z důvodu zpoždění produkce kvůli pandemii covidu-19 několikrát posunuto a nakonec bylo určeno na 8. července 2022.

## Obsazení
- Chris Hemsworth jako Thor
- Christian Bale jako Gorr the God Butcher
- Natalie Portman jako Jane Fosterová / Mighty Thor
- Tessa Thompson jako Valkýra
- Jaimie Alexander jako Sif
- Taika Waititi jako Korg
- Russell Crowe jako Zeus
- India Hemsworth jako Love
- Chris Pratt jako Peter Quill / Star-Lord:
- Dave Bautista jako Drax
- Pom Klementieff jako Mantis
- Karen Gillan jako Nebula
- Vin Diesel jako Groot
- Bradley Cooper jako Rocket
- Sean Gunn jako Kraglin Obfontieri
- Jonathan Brugh jako Bůh Rapu
- Simon Russell Beale jako Bůh Dionysus

Dále Stellan Skarsgård jako Dr. Erik Selvig a Kat Dennings jako Darcy Lewisová. Sam Neill, Matt Damon, Luke Hemsworth a Melissa McCarthy jako herci Odina, Lokiho, Thora a Hely z Asgardu, Ben Falcone jako režisér divadla a Elsa Pataky jako Vlčice. V mezititulkové scéně se objevil Brett Goldstein jako Hercules a v potitulkové scéně Idris Elba jako Heimdall.